# Heinrich Kleinschroth
Heinrich Kleinschroth (15 de marzo de 1890 - 10 de enero de 1979) fue un jugador amateur de tenis alemán que encontró éxito a principios del siglo XX, principalmente en competiciones de dobles.

## Carrera tenística
A los 20 años se convirtió en campeón catalán al ganar tanto en individuales como en dobles junto a su hermano en el torneo de Barcelona (repetiría el título de dobles en 1914). Ese mismo año ganó la Copa Homburg al derrotar al campeón defensor en tres ocasiones y al mejor jugador de Alemania, Otto Froitzheim. También se proclamó campeón de Austria al ganar el Campeonato Internacional de Austria en Viena. En septiembre de 1910 ganó el título de individuales en el Torneo de Montreux tras vencer a R. Norris Williams en la final en cinco sets.
En 1911 ganó varios títulos de dobles mixtos en la Riviera francesa haciendo pareja con Hedwig Neresheimer. También retuvo su título austriaco. En el Campeonato del Sur de Francia perdió la final de dobles ante Tony Wilding y Josiah Ritchie, junto a Max Decugis. En el torneo de Menton fue derrotado nuevamente en la final de dobles haciendo pareja con su hermano Robert contra el mismo equipo anterior.
En 1913 ganó los dobles del Campeonato del Sur de Francia (también los dobles mixtos) y la Copa Monte Carlo junto a Friedrich Wilhelm Rahe, quien más tarde sería su compañero en la final de dobles de Wimbledon 1913, que perdieron.
En los principales torneos, Kleinschroth llegó a los cuartos de final del Campeonato Mundial de Pista Cubierta en 1913 y a los cuartos de final del Campeonato Mundial de Pista Dura en 1912 y 1913. Representó varias veces al equipo de Copa Davis de Alemania, incluyendo las semifinales del Grupo Mundial y la final Interzonal en 1913 y 1929, respectivamente.
A. Wallis Myers de The Daily Telegraph clasificó a Kleinschroth como el número 9 del mundo en 1914.
Durante la Primera Guerra Mundial combatió en el Frente Occidental y fue hecho prisionero en Francia.
Fue el entrenador de Gottfried von Cramm, Henner Henkel y el equipo de Copa Davis de Alemania en la década de 1930.
Su hermano, Robert Kleinschroth,también compitió en el circuito amateur, alcanzando las semifinales del Campeonato Mundial de Pista Dura en 1912.
Poseía un título de Doctor en Jurisprudencia, obtenido en la Universidad Ludwig Maximilian de Múnich, y usó ese título más tarde para inscribirse en torneos.
En la década de 1960, después de retirarse, trabajó en el comité de gestión de la Federación Internacional de Tenis y también formó parte de un subcomité dedicado a trabajar en la posible fusión de las escenas de tenis amateur y profesional, un proyecto que cobró vida justo un año después.

## Finales de Grand Slam

### Dobles (1 subcampeonato)
| Resultado | Año  | Campeonato              | Superficie | Compañero              | Oponentes                              | Resultado          |
| --------- | ---- | ----------------------- | ---------- | ---------------------- | -------------------------------------- | ------------------ |
| Pérdida   | 1913 | Campeonato de Wimbledon | Césped     | Friedrich Wilhelm Rahe | Charles P. Dixon Herbert Roper Barrett | 2–6, 4–6, 6–4, 2–6 |